# El tigre del Guadarrama
El tigre del Guadarrama fue el quinto álbum del grupo Vainica Doble. Es un álbum producido por José Manuel Yanes quien también realizó los arreglos. La cubierta original fue diseñada por Nube Negra.

## Músicos de estudio
- Teclados: José Manuel Yanes
- Guitarra: Julio Gilsanz
- Guitarra acústica : Gaspar Payá
- Batería: Antonio Moreno
- Saxo en "Cartas de amor": Manolo Morales
- Bajo: Miguel Ángel González
- Coros: Laura, Diego y Álvaro Cárdenas

## Lista de canciones
1. Ser un rolling stone - 3:17
2. El duelo - 3:42
3. Chaparrón de abril - 3:15
4. El rey de la casa - 5:50
5. Crónica madrileña  - 3:57
6. Cartas de amor  - 4:10
7. Madre no hay más que una - 4:02
8. El tigre del Guadarrama - 6:21

- Datos: Q5826888